# 574 Reginhild
574 Reginhild eller 1905 RD är en asteroid i huvudbältet, som upptäcktes 19 september 1905 av den tyske astronomen Max Wolf i Heidelberg.
Asteroiden har en diameter på ungefär 8 kilometer.